# Laura Fygi
Laura Fygi (Amsterdam, 27 agosto 1955) è una cantante olandese.

## Biografia
La Fygi nasce ad Amsterdam nel 1955 da padre olandese e madre egiziana. Il padre era un uomo d'affari noto in tutti i Paesi Bassi, la madre una danzatrice del ventre. Laura cresce in Uruguay, dove rimane fino alla morte del padre alla fine degli anni 60, quando ritorna con la madre in Olanda.
Nel 1984 fonda la band Centerfold, con le cantanti Cecilia de la Rie e Rowan Moore, con la quale pubblica più di 10 singoli, un album e una raccolta, riscuotendo successo in gran parte d'Europa. Scioltosi il gruppo nel 1989, la Fygi entrerà a far parte di alti gruppi quali la BNN & Friends e The Backlot, quest'ultima con Rowan Moore.
Nel 1991 pubblica il suo primo album solista, Introducing, che ottenne un discreto successo in patria, in America Latina e in Giappone. Ben presto Laura Fygi si fa ancor più conoscere grazie alla canzone Oh Telephone, inserita nel terzo album The Lady Wants to Know (1994) e anche a seguito della collaborazione con Michel Legrand nell'album Watch What Happens When Laura Fygi Meets Michel Legrand, il quinto della sua carriera, pubblicato nel 1997. Nel 1998 tiene il suo primo tour di concerti in Europa e Giappone, da cui viene tratto l'album Laura Fygi Live. Nel 2003 si esibisce al Ronnie Scott's Jazz Club di Londra, da cui ricava l'album Laura Fygi at Ronnie Scott's.
Nel 2016 la cantante ha festeggiato l'anniversario di 25 anni di attività, preceduto nel 2015 dall'album doppio Laura Fygi - 25th Anniversary Collection.

### Influenze
Laura Fygi ha attinto la sua ispirazione musicale da un'ampia varietà di cantanti, come, più di ogni altra,  Julie London. Cita anche, tra gli interpreti per i quali nutre una grande ammirazione, Ella Fitzgerald, Peggy Lee, Barbra Streisand, Gilbert Bécaud, Charles Aznavour e Al Jarreau. Inoltre, stando a quanto lei stessa ha affermato, è una grande fan di Scott Hamilton.

## Discografia

### Album
| Anno | Titolo                                                  | Posizioni in classifica |
| Anno | Titolo                                                  | NLD                     |
| ---- | ------------------------------------------------------- | ----------------------- |
| 1991 | Introducing                                             | 27                      |
| 1992 | Bewitched                                               | 33                      |
| 1994 | The Lady Wants to Know                                  | 16                      |
| 1995 | Turn Out The Lamplight                                  | 35                      |
| 1997 | Watch What Happens When Laura Fygi Meets Michel Legrand | 23                      |
| 2000 | The Latin Touch                                         | 20                      |
| 2001 | Change                                                  | 92                      |
| 2004 | The Christmas Album - The Very Best Time of Year        | 20                      |
| 2007 | Rendez-Vous                                             | 30                      |
| 2011 | The Best Is Yes to Come                                 | 28                      |
| 2015 | Laura Fygi - 25th Anniversary Collection                | 86                      |
| 2016 | Jazz Love                                               | —                       |

### Live
- 1998 - Laura Fygi Live
- 2003 - Laura Fygi at Ronnie Scott's

### Raccolte
- 1996 - Introducing/Bewitched
- 1998 - The Best of Laura Fygi 1
- 1999 - The Best of Laura Fygi 2
- 2009 - Songs from Movies & Musicals

### Singoli
- 1991 - Dream a Little Dream
- 1991 - I've Grown Accustomed to His Face
- 1992 - Don't Make My Brown Eyes Blue
- 1992 - I Only Have Eyes for You
- 1992 - Go Away Little Boy
- 1993 - Do it Again
- 1994 - Oh Telephone
- 1994 - The Lady Wants to Know
- 1995 - Take a Bow
- 1996 - Baby Come to Me (Live)
- 2001 - Remember Me
- 2001 - Midnight Stroll
- 2007 - Dansez Maintenant
- 2007 - Le Continental
- 2011 - The Best Is Yes to Come